# 阿爾馬維爾 (俄羅斯)
阿爾馬維爾（羅馬化：Armavir，羅馬化：Ermălḥabl）是俄羅斯克拉斯諾達爾邊疆區的一個城市，位於庫班河畔。2002年人口193,964人。
1839年由操阿迪格語的亞美尼亞人建立，稱為，1848年改以亞美尼亞的古都阿爾馬維爾為名。1914年1月18日設市。